# Les Gobelins (metrostation)
Les Gobelins er en station på metronettet i Paris', på grænsen mellem 5. og 13. arrondissement. Stationen betjener metrolinje 7, og den blev åbnet 15. februar 1930.
Stationen har fået navn efter familien Gobelin, som begyndte at fremstille farvestoffer til tekstiler ved bredden af floden Bièvre, og som fra 1662 ejede en fabrik, som fremstillede vægtæpper. Denne fabrikation fortsatte, til fabrikken (som ligger ved siden af metrostationen) blev overtaget af kronen under kong Ludvig 14..
Stationen ligger ved et vejknudepunkt, hvor fire store veje støder sammen:
- Avenue des Gobelins
- Boulevard Saint Marcel
- Boulevard Arago
- Boulevard de Port-Royal

## Trafikforbindelser
- RATP